# Tatsuki Kohatsu
Tatsuki Kohatsu (japanisch 古波津 辰希 Kohatsu Tatsuki; * 11. September 1993 in der Präfektur Okinawa) ist ein japanischer Fußballspieler.

## Karriere
Kohatsu erlernte das Fußballspielen in der Schulmannschaft der Ryutsu Keizai University Kashiwa High School und der Universitätsmannschaft der Ryūtsū-Keizai-Universität. Seinen ersten Vertrag unterschrieb er 2016 beim Tochigi SC. Der Verein spielte in der dritthöchsten Liga des Landes, der J3 League. Für den Verein absolvierte er 38 Ligaspiele. 2020 wechselte der Mittelfeldspieler zum Tochigi City FC.